# Островське (селище, Костромська область)
Островське (рос. Островское) — селище в Островському районі Костромської області Російської Федерації.
Населення становить 4769 осіб. Входить до складу муніципального утворення Островське сільське поселення (центральне).

## Історія
Спочатку мало назву Семенівське-Лапотне, у 1956 роцы було перейменоване на Островське, на честь письменника Олександра Островського.
У 1929-1933 роках у лікарні при селі, на посадах головного лікаря і завідувача хірургічного відділення працював Микола Дам'є.
Від 1944 року населений пункт належить до Костромської області.
Від 2007 року входить до складу муніципального утворення Островське сільське поселення (центральне).

## Населення
| 1959  | 1970  | 1979  | 1989  | 2002  | 2008  | 2010  |
| ----- | ----- | ----- | ----- | ----- | ----- | ----- |
| 2552  | ↗3901 | ↗4923 | ↗5388 | ↘5273 | ↘4854 | ↘4547 |
| 2012  | 2013  | 2014  | 2015  | 2016  | 2017  | 2018  |
| ↗4894 | →4894 | ↘4850 | ↗4867 | ↘4841 | ↗4849 | ↘4815 |
| 2019  | 2020  |       |       |       |       |       |
| ↘4768 | ↗4769 |       |       |       |       |       |